# 大浪灣石刻

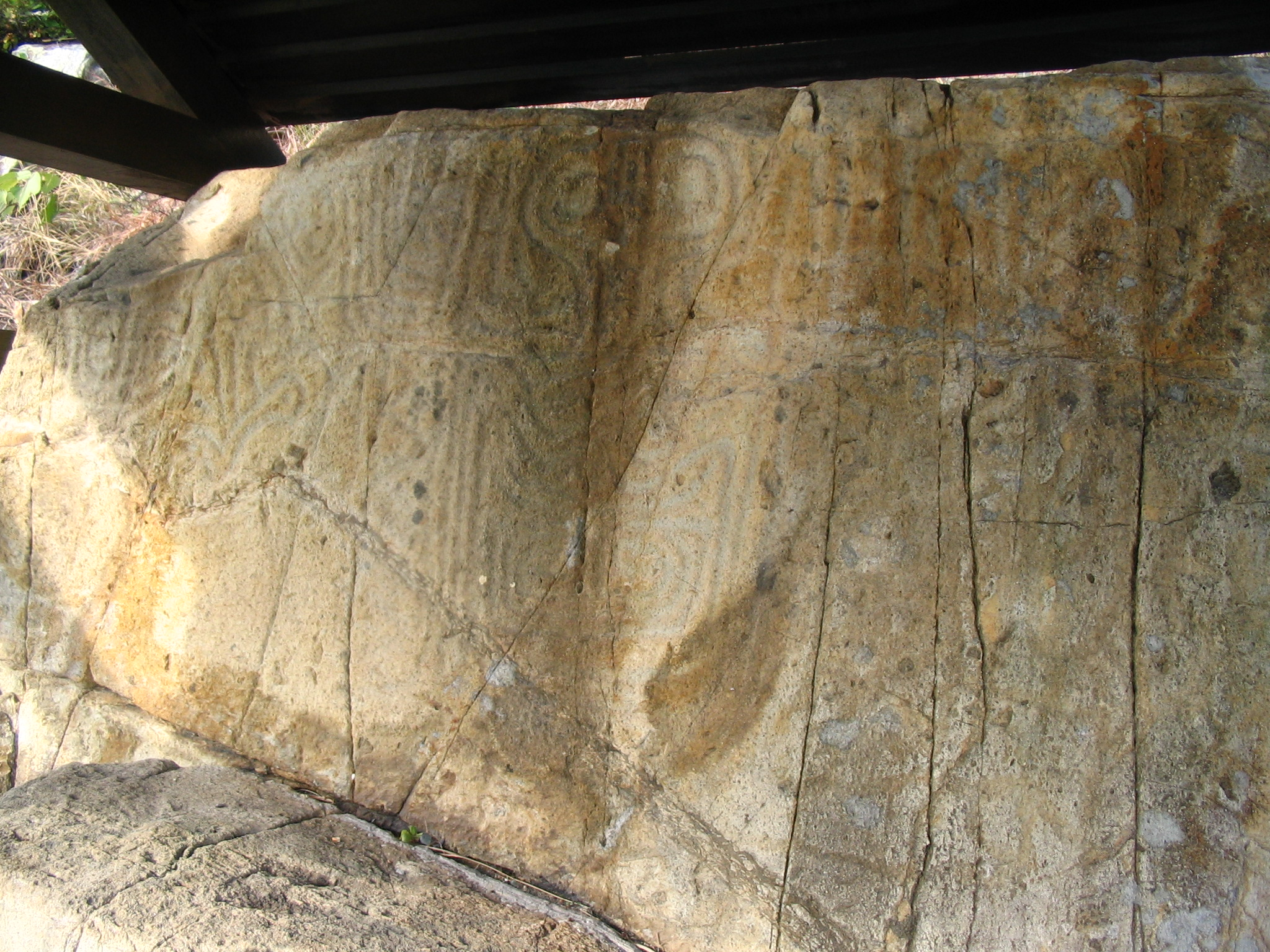
大浪灣石刻

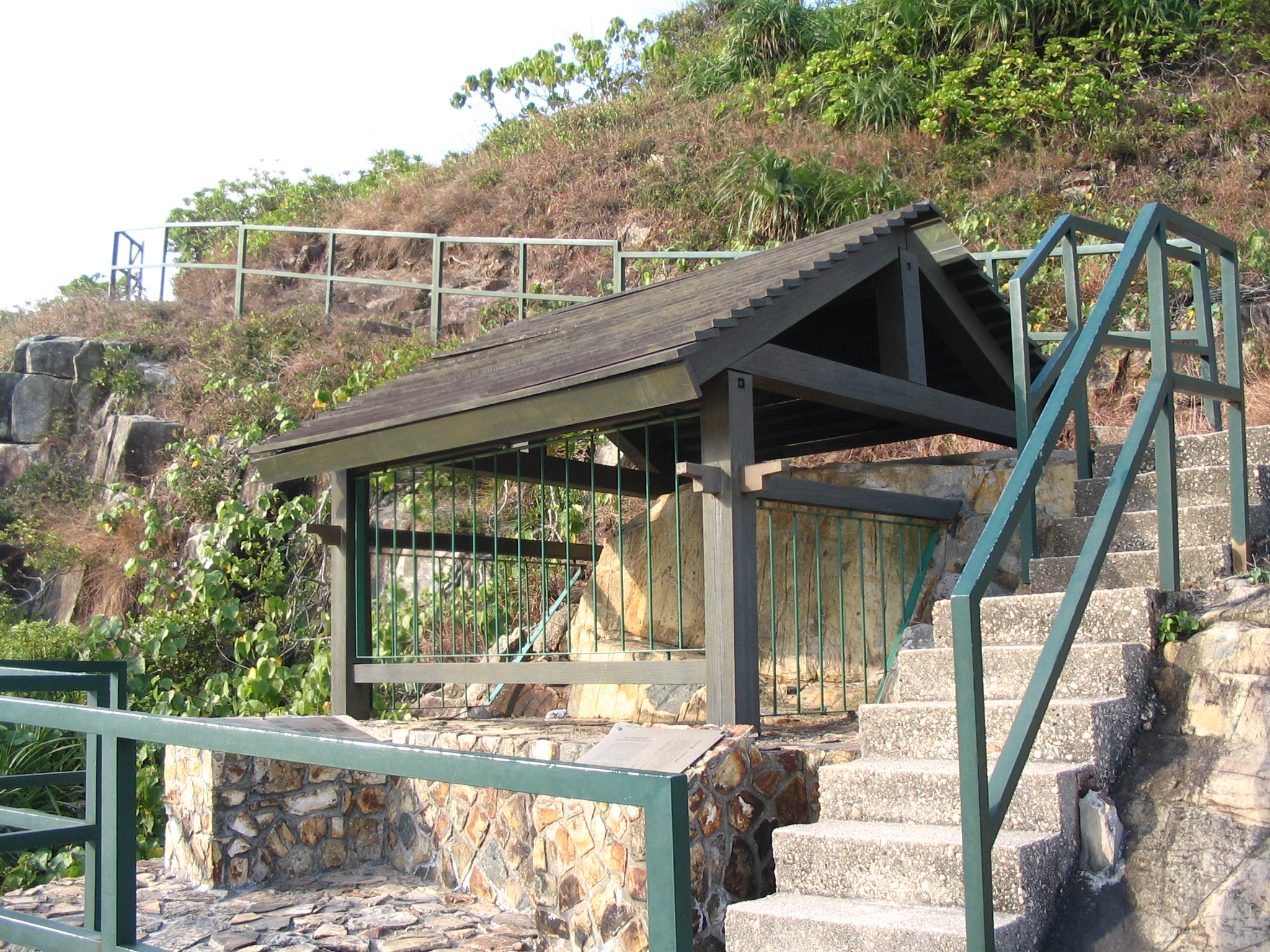
由封罩保護著的大浪灣石刻

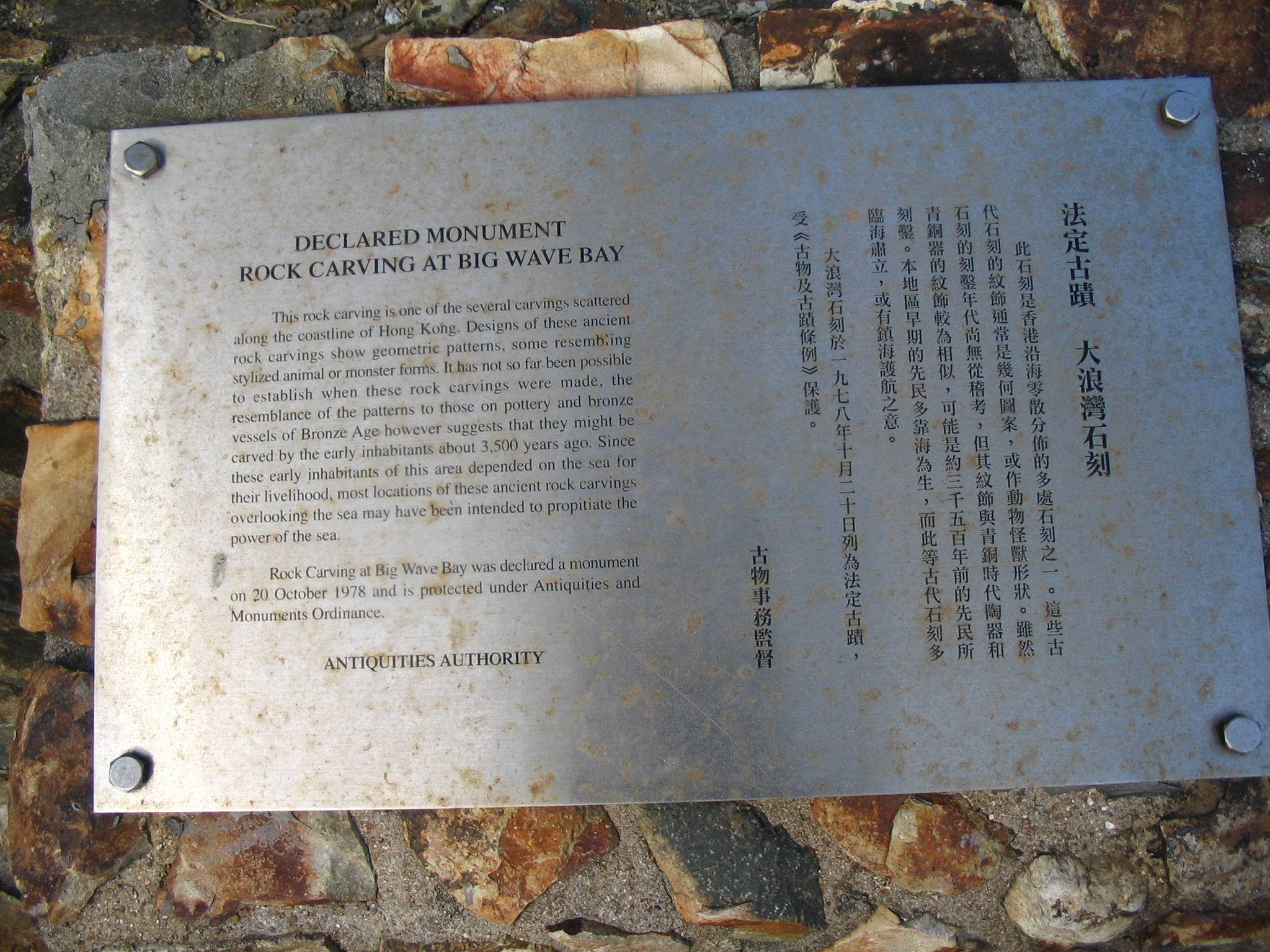
大浪灣石刻的介紹

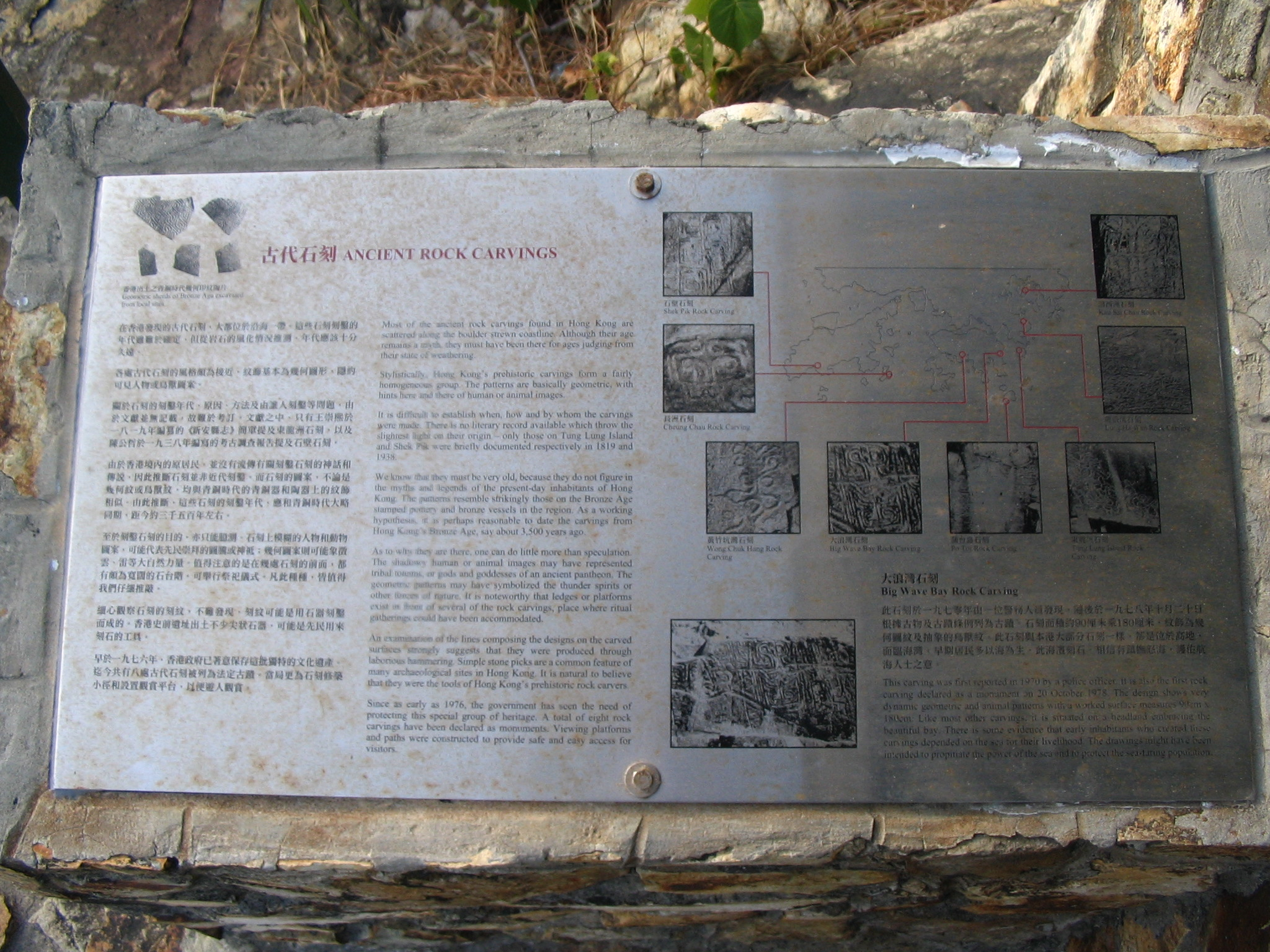
古代石刻的介紹

大浪灣石刻是香港史前時期的石刻，位於香港島南區石澳東部的大浪灣，現已列為香港法定古蹟，亦為香港首個法定古蹟。
大大浪灣石刻在1970年由一名警務人員發現，位於臨海石崖，面積90厘米乘80厘米。圖形為抽象的鳥獸紋，圖紋大致呈幾何形。考古學家估計，該石刻刻鑿年份大約為新石器時代，估計是當時居民相信刻石能護佑航海人士，以及他們對航海及天文表現崇拜。現在該處已加建封罩以作保護。

## 交通
港鐵
- █  港島綫：筲箕灣站A3出口(筲箕灣巴士總站，乘坐新巴9號線至大浪灣道站)

## 外部連結
- 古物古蹟辦事處 大浪灣石刻